# Bartholomäberg
Bartholomäberg é um município da Áustria, situado no distrito de Bludenz, na estado de Vorarlberg. Tem 27,19 km² de área e sua população em 2019 foi estimada em 2.365 habitantes.